# Richmond Heights (Missouri)
Richmond Heights é uma cidade localizada no estado americano do Missouri, no Condado de St. Louis.

## Demografia
Segundo o censo americano de 2000, a sua população era de 9602 habitantes.
Em 2006, foi estimada uma população de 9228, um decréscimo de 374 (-3.9%).

## Geografia
De acordo com o United States Census Bureau tem uma área de 5,9 km², dos quais 5,9 km² cobertos por terra e 0,0 km² cobertos por água.

## Localidades na vizinhança
O diagrama seguinte representa as localidades num raio de 4 km ao redor de Richmond Heights.